# Walter D'Hondt
Walter Ignace D'Hondt, född 11 september 1936 i Richmond, är en kanadensisk före detta roddare.
Han blev olympisk guldmedaljör i fyra utan styrman vid sommarspelen 1956 i Melbourne.